# Галензув-Кольонія-Перша
Галензув-Кольонія-Перша (пол. Gałęzów-Kolonia Pierwsza) — село в Польщі, у гміні Бихава Люблінського повіту Люблінського воєводства.
Населення — 159 осіб (2011).
У 1975-1998 роках село належало до Люблінського воєводства.

## Демографія
Демографічна структура станом на 31 березня 2011 року:
|          | Загалом | Допрацездатний вік | Працездатний вік | Постпрацездатний вік |
| -------- | ------- | ------------------ | ---------------- | -------------------- |
| Чоловіки | 72      | 16                 | 51               | 5                    |
| Жінки    | 87      | 17                 | 51               | 19                   |
| Разом    | 159     | 33                 | 102              | 24                   |